# 세페우스자리 델타
세페우스자리 델타는 세페우스자리 방향으로 지구에서 828광년 떨어진 곳에 있는 변광성이다. 이 별은 세페이드 변광성의 원형 별로, 1784년 영국의 존 구드리케가 변광성의 성질이 있음을 발견했다. 여러 세페이드 변광성들 중에서도 델타는 여러 가지 특징 때문에 초보자도 쉽게 관측할 수 있는 별이다.

## 관측 역사
18세기 말까지 과학계에 알려진 변광성은 고작 여섯 개에 불과했다. 당시 영국의 천문학자 에드워드 피곳은 자신의 친구 존 구드릭과 함께 숨겨진 변광성들을 찾는 작업에 착수했다. 1784년 구드릭은 알골과 독수리자리 에타가 변광성의 성질을 갖고 있음을 발견했다. 한 달 뒤 9월 그는 세페우스자리의 델타별이 변광성임을 최초로 발견했다. 이후 델타별과 유사한 밝기 변화 양상을 보여주는 변광성들이 계속 발견되었으며, 이러한 변광성들은 세페우스자리 델타의 이름을 따서 세페이드 변광성으로 불리게 되었다. 1912년 헨리에타 스완 리빗은 세페이드 변광성들의 변광 주기와 광도 사이에 매우 정확한 상관관계가 있음을 발견했고 이를 광도-주기 관계로 정리했다. 이 발견은 우주의 크기를 측정하는 데 있어 획기적인 전기가 되었으며, 광도와 주기의 정확한 상관관계를 통해 세페이드 변광성은 아주 멀리 떨어진 천체의 거리도 정확하게 구할 수 있는 길잡이로 자리매김했다.

## 물리적 특징
델타는 세페이드 변광성의 원형별이며 매우 규칙적인 변광 주기를 보여준다. 구체적인 변광 주기는 5.36627일로, 겉보기 밝기는 가장 밝을 때 + 3.5부터 어두워질 때 + 4.3까지 변한다. 세페우스자리 델타는 다소 가파르게 밝기가 상승했다가 완만한 속도로 어두워진다.(이는 델타뿐 아니라 대다수의 세페이드 변광성들이 보여주는 특징이다)
세페이드 변광성은 광도가 높아질수록 변광 주기가 길어지는 특성을 갖고 있다. 따라서 어떤 세페이드의 주기를 알면 그 별의 광도를 알 수 있기 때문에 관측자가 지구로부터 세페이드까지의 거리를 구하는 데 필요한 것은 겉보기 등급 하나면 충분하다.
시직경을 통해 계산한 델타의 실제 크기는 천문학자들마다 조금씩 다르지만, 대체로 비슷한 수준의 결과를 보여준다. 구체적으로 레이니 연구진(1995년)은 태양 반경의 41.5배, 기렌 연구진(1999년)은 43.8배, Caccin(1981년)은 42.4배로 잡았다. 이 중 레이니의 결과를 이용하여 이 별과 지구 간 거리를 구하면 828 ± 98광년이 나온다.
세페우스자리 델타 주위에는 별주위외피층(CSE)이 존재한다.
세페우스자리 델타는 밝은 본체 외에 어두운 천체 델타 B, C 둘을 거느리고 있다. 세페우스자리 델타 B는 주성 A 근처에 있지만 실제로는 중력으로 묶여 있지 않은, 서로 관계 없는 천체일 가능성이 높다. 또다른 동반 천체 C의 질량은 태양의 4배 정도이며, 질량은 델타보다 작아서 주성에 비해 진화 속도가 느리다. 밤하늘에서 델타로부터 약 41초각 떨어진 곳에 자리잡고 있는데, 주성으로부터 약 12,000 천문단위 떨어져 있다. C와 주성 A는 B와는 달리 중력으로 서로 묶여 있는 것으로 보인다. C의 밝기는 태양의 500배 정도이며, 우리 눈에는 7.5등급의 밝기로 보인다(맨눈으로는 볼 수 없다). 분광형은 시리우스나 베가와 비슷한 A0이다.
1968년 비트리첸코는 C가 주성 A(밝은 초거성)와 중력으로 묶여 있는, 계(系)의 구성원임을 주장하는 논문을 발표했다. C는 시선 속도가 빠른 속도로 요동치고 있었으나, 광전관측 결과 식(蝕) 현상을 보이지는 않았다. 따라서 C는 분광쌍성이지만 식쌍성은 아님을 알 수 있다. 이는 C가 A로부터 그리 멀리 떨어지지 않은 곳에 있지만, C의 공전 궤도가 우리의 시선 방향과 평행하게 놓여 있지 않음을 뜻한다.

## 관측
세페우스자리 델타는 초심자들이 관측하기가 가장 쉬운 변광성이다. 델타를 훌륭한 관측 대상으로 만드는 특징들은 다음과 같다.
1. 델타는 밝기가 변하는 전 기간 동안의 과정을 전부 맨눈으로 관찰할 수 있을 정도로 밝다. 광공해의 영향을 어느 정도 받는 도심지에서도 관측이 가능하며, 쌍안경이나 망원경을 특별히 필요로 하지 않는다.[5]
2. 변광 주기가 짧다. 밝기 변화 주기가 며칠 정도로 짧아서 초심자들이 관측 결과를 신속하게 내놓을 수 있다. 반면 다른 세페이드 변광성들은 주기가 세페우스자리 델타보다 길기 때문에 초심자들이 관측하기에는 적합하지 않다.[5]
3. 기준성들이 비교적 좁은 시야각 내에 여럿 존재하기 때문에, 한눈에 밝기를 비교, 기록하기 쉽다.[5]
4. 델타는 북반구 하늘에서 천정에 가깝기 때문에 북위 58도[4] 위로 거주하는 관측자 눈으로 볼 때 지평선 아래로 지지 않는다. 따라서 관측 시간을 충분히 확보할 수 있다.
5. 근처에 관측을 방해할만한 밝은 천체가 없다.[5][11]